# Fritz Höger
Fritz Höger (ur. 12 czerwca 1887 w Bekenreihe, Elmshorn, zm. 21 czerwca 1949 w Bad Segeberg) – niemiecki architekt, tworzący w nurcie ekspresjonizmu – ekspresjonizmu ceglanego (niem. Backsteinexpressionismus). 
Jednym z najbardziej znanych dzieł Högera jest Chilehaus, który został wpisany w 2015 roku wraz z hamburskim Speicherstadt i Kontorhausviertel na listę dziedzictwa kulturowego UNESCO.

## Życiorys
Fritz Höger urodził się 12 czerwca 1887 roku w Bekenreihe w powiecie Steinburg . Jego ojciec Martin Höger (1851–1912), cieśla i stolarz, nauczył syna swoich zawodów . 
Młody Höger pracował w zakładzie ojca i uczęszczał do szkoły budowlanej w Hamburgu (1897–1899) . W 1899 roku zdał egzamin mistrzowski, po czym odbył służbę wojskową . W latach 1901–1905 pracował w najbardziej prominentnym biurze architektonicznym w Hamburgu Lundt & Kallmorgen . 
W 1905 roku ożenił się z Annie Oldenburg, córką właściciela firmy budowlanej . W 1907 roku otworzył własne biuro architektoniczne, wykonując zlecenia dla firmy teścia . Początkowo projektował domy dla osiedli mieszkaniowych, a następnie budynki biurowe w Hamburgu . W swoich projektach wykorzystywał cegłę klinkierową, wypracowując własne standardy ekspresjonizmu ceglanego .
W latach 1914–1918 brał udział w I wojnie światowej . W latach 1922–1924 powierzono mu projekt jednego z pierwszych gmachów biurowych wznoszonych w Kontorhausviertel w Hamburgu – Chilehaus . Budynek został wzniesiony z ciemnoczerwonej cegły klinkierowej w stylu północno-niemieckiego ekspresjonizmu a jego bryła przypomina kształtem statek. Gmach składa się z dwóch bloków po obydwu stronach Fischertwiete – blok po stronie zachodniej ma prawie regularny prostokątny kształt, a po stronie wschodniej, łączy się w szpic, przypominający dziób statku. Projekt ten okazał się przełomowy w karierze Högera . W 2015 roku Chilehaus wraz z hamburskim Speicherstadt i Kontorhausviertel zostały wpisane na listę dziedzictwa kulturowego UNESCO.
W latach 1927–1943 pracował częściowo wspólnie z braćmi Hansem i Oskarem Gersonami nad kolejnym gmachem biurowym w Kontorhausviertel – budynkiem Sprinkenhof . W pracy tej oraz przy projekcie fabryki perfum Scherk w Berlinie (1928–1929) czy projekcie wieży ratusza w Wilhelmshaven-Rüstringen (1928–1929) zwrócił się ku formom kubicznym . Inne prace Högera to Anzeiger-Hochhaus w Hanowerze (1927–1928), gmach kościoła luterańskiego przy Hohenzollernplatz w Berlinie (1931–1933) . W sumie na terenie Hamburga Höger zaprojektował ponad 1200 obiektów . 
W 1933 roku Höger wstąpił do NSDAP . W 1934 roku na krótko objął profesurę w Nordische Kunsthochschule w Bremie . 
Höger zmarł 21 czerwca 1949 roku w Bad Segeberg .

## Upamiętnienie
Od 2008 roku przyznawana jest co trzy lata Fritz-Höger-Preis – nagroda dla najlepszych projektów architektury ceglanej. 